# Moosbürg
Moosbürg ist ein Dorf und eine ehemalige bayerische Gemeinde und ein Gemeindeteil von Weiden in der Oberpfalz.

## Lage
Das Dorf Moosbürg liegt südlich am Stadtrand von Weiden, westlich führt die Bundesautobahn 93 und östlich fließt der Flutkanal der Waldnaab am Ort vorbei.

## Geschichte

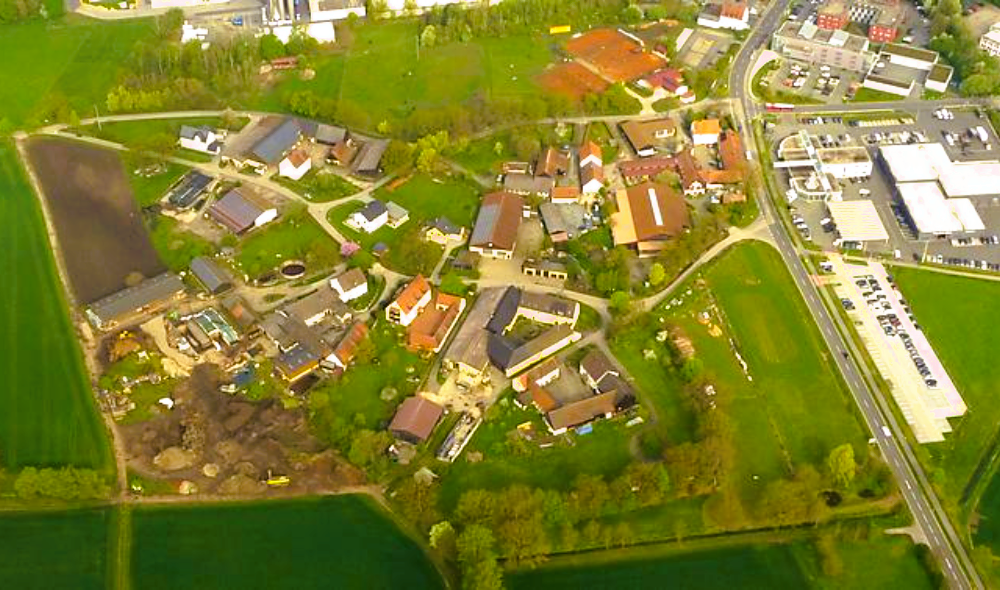
Luftbild Moosbürg (Weiden in der Oberpfalz)

### Die Ersterwähnung und Namensvarianten
Im Jahre 1122 wird die Siedlung in den Urkunden erstmals als Moosburg genannt. Der Name des Ortes soll sich aus des sumpfigen moosigen Umgebung der Waldnaab ableiten, so Burg im Moos. In den nächsten Jahren tauchen verschiedene Ortsbezeichnungen auf, wie im Jahre 1362 als Mospurg, im Jahre 1370 als zu der Mospurg, im Jahre 1394 wieder als Mospurg und im Jahre 1439 als Dosburg. Mit der Namensgebung wird die frühzeitliche Siedlung zum bajuwarischen Hof gezählt. 

### Besitzverhältnisse
Als Reichsgut kam die Umgebung und der Ort durch Schenkung des Kaisers im Jahre 1122 an das Erzbistum Bamberg. Das Bistum übergab die Führung des Dorfes an seinen Dienstmann (Ministrale) Purchhard (Burkhard) von Moosburg.
Im Jahre 1362 werden die Herren von Schöngras (auch Schengraß) als Besitzer von Mospurg benannt, es wird vermutet, dass sie schön früher hier Einfluss hatten, denn in Urkunden vom Jahre 1358 werden Peter (Bürger in Weiden), Ott und Hans Schöngraser genannt. Durch Güterzukauf von Ulrich Egerer (auch Egrether) im Jahre 1370 erhalten die Schöngrasser von Moosbürg weitere Lehnensanteile, so auch im Jahre 1394, als sie weiter Besitzanteile von den Dreswitzern erwarben. Nach dem Jahre 1489 fand die Übergabe des Besitzes an die von Hirschaider statt, der genaue Zeitpunkt ist hier nicht belegt. Im 15. Jahrhundert hatte auch die Familie von Heimeram Nothaft zu Wernberg Besitzungen im Ort. Moosbürg war Sitz einer abgegangenen Niederungsburg, die Hofmarksrechte besaß. Im Jahre 1514 veräußert Georg von Hirschaider die sogenannte Hofmark vor dem Landgericht Kemnath an Caspar Erbeck (auch Erbbeck) den Parksteiner Burghüter. Die nachfolgenden Besitzer waren die von Wispecken die Herren von Nothaft.
Durch den Verkauf von Moosbürg und Ullersricht als freies eigenes Gut im Jahre 1598 durch Georg Stephan von Nothaft, kamen die Besitzungen an die Pfalzgrafen Ottheinrich von Neuburg und Philipp Ludwig von Sulzbach, die Inhaber des Gemeinschaftsamtes Parkstein Weiden. Vor dem Verkauf hatte Georg Stephan von Nothaft noch eine detailgetreue Aufzeichnung des Burggutes mit den Aufgaben und Abgaben der Bauern erstellt.

### Hofmark Moßbürg

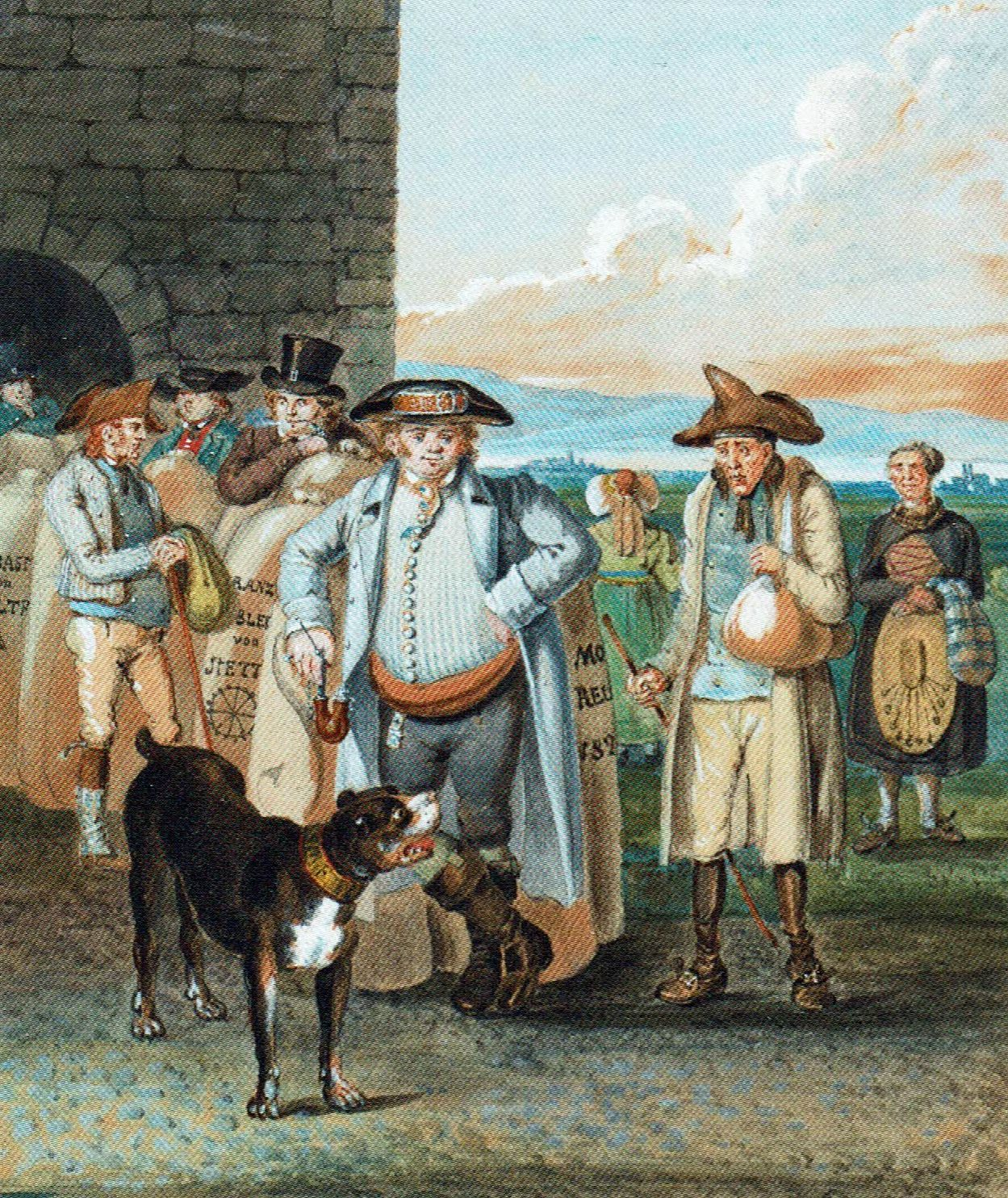
Bauern bei der Ablieferung der Abgaben, Württemberg 1820/25

- Erstlich hats daselbst ain ungebauts Burgstall, ain Zehen Stadl und Viechhauß samt der eingezirkten Hofraith und Gärten.
- Zum anderen gehören dazu über die fünfundzwanzig Tagwerk Holzrund, daraus die Unterthanen behölzt werden, samt den kleinen Wildbann.
- Drittens hats dits Orths den großen und kleinen Zehend uf den Gütern daselbs,... (als Originalzitat)
- Viertens hatte die Herrschaft ein Stück Fischereirecht am Naabfluss, beginnend von Leihstadtmühl (Wehr) bis Schirmitz.
- Fünftens gehörten zum Hofbau 21 Tagwerk Wiesen zum zweimal mähen, 29 Tagwerk Dungfelder und eine große Wiese mit 6 Tagwerk (Flächenmaß).

Als Beispiel die Abgaben eines Untertanen:
Bauer Wolf Peumbler: 
- Jährlicher Zins an Geld 1 fl (fl für Gulden),
- vier Käse oder 1 ß (ß für Schilling) 20 Pfennig,
- 3 Schilling Eier, das waren 90 Stück oder als Ersatz 1 Gulden 15 Pfennige,
- 3 Tage Mähen oder 2 Gulden 3 Pfennige,
- 3 Tage Schneiden oder 1 Gulden 12 Pfennige.

Die Jährliche Einkünfte der Hofmark Moßbürg beliefen sich auf 26 Gulden 1 Schilling 14 Pfennige.
Eine Steuerrechnung vom Jahre 1690 (mit allen Höfen) blieb erhalten:
- Augustin Landgraf, 13 Gulden 28 Kreuzer (Recheneinheit an Stelle von Pfennig und Schilling)
- der Dorfhirte, 45 Kreuzer
- Georg Market, 8 Gulden 37 Kreuzer
- Georg Pröls, 11 Gulden 26 Kreuzer
- Hans Ehmann, 8 Gulden 38 Kreuzer
- Matthes Peimbier, 8 Gulden 32 Kreuzer
- Paul Axmann, 1 Gulden 40 Kreuzer
- Wolf Ehemann, 1 Gulden[4]

### Moosbürg nach 1800
Die Obereigentümer von Moosbürg waren seit 1598 die zwei Herren des Gemeinschaftsamtes Parkstein Weiden, dass bei der Errichtung des Bayrischen Königreiches mit Obereigentum an Grund und Boden dem Bayrischen Staat zufiel. So wurden die Moosbürger Höfe „als zum königlichen Rentamt, vormals zum Katasteramt Weiden Erbrechtsweise grundbar“ aufgeführt.
Mit der gesetzliche Verordnung des Jahres 1848, als sogenannte Bauernbefreiung, wurde das Obereigentum aufgehoben und die Höfe kamen als freies Eigentum an die Bauern.
Der ehemalige Burggutshofbau mit 88,23 Tagwerk wurde in sieben Teile unter den Moosbürger Anwesen aufgeteilt.
Im Jahre 1817 wurde der Steuerdistrikt Moosbürg gebildet, bestehend aus den Weilern Moosbürg, Ermersricht und Ullersricht und der Einöde Leinstadtmühle. Die politische Gemeinde Moosbürg mit den Gemeindeteilen Moosbürg, Ermersricht, Ullersricht und Leihstadtmühle wurde 1818 durch das Gemeindeedikt in Bayern errichtet. Moosbürg war unmittelbare Gemeinde zunächst im Landgericht Neustadt an der Waldnaab, dann ab 1838 im Landgericht Weiden in der Oberpfalz. Die Gemeinde Moosbürg bestand aus Ermersricht, Leinstadtmühle, Moosbürg, Ullersricht und Ullersrichter Neubau. Im Jahre 1913 wurde Ullersricht aus der Gemeinde Moosbürg in die Gemeinde Rothenstadt umgemeindet.

### Ansiedlung der Porzellan und Glasherstellung ab 1881

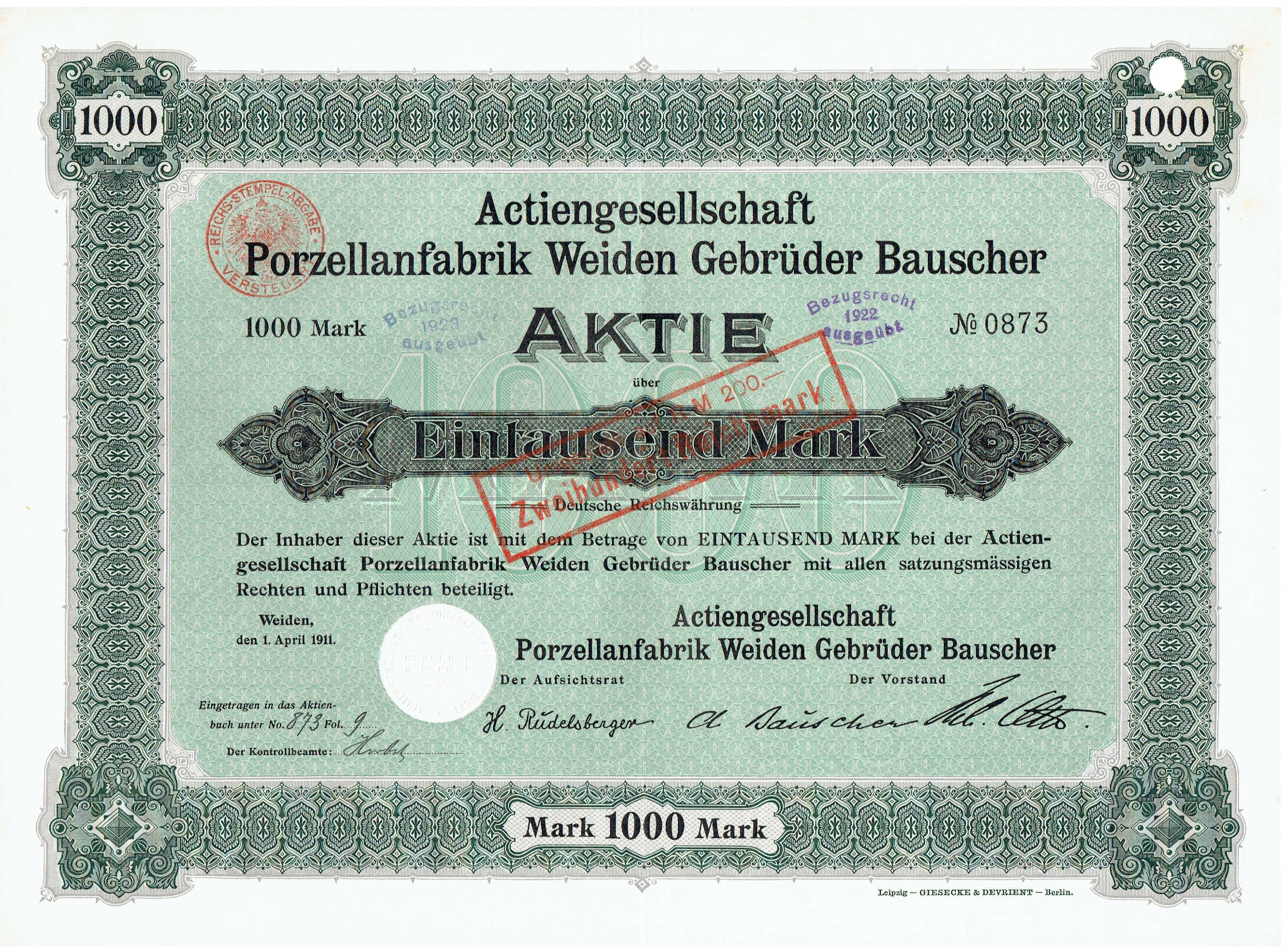
AG Porzellanfabrik Weiden Gebrüder Bauscher 1911

Im Jahre 1881 wird mit dem Bau der Porzellan Fabrik der Gebrüder August und Konrad Bauscher (aus Hanau) begonnen und 1896 folgt der Baubeginn der Glasfabrik der Gebrüder Heinrich und Karl Schulz (von 1932 bis 1970 Deutsche Tafelglasfabrik Aktiengesellschaft Fürth in Bayern (DETAG)) am Weidener Güterbahnhof. Im Jahre 1892 übernahm das Unternehmen die Brüder Alois und Eduard Kupfer (Aktiengesellschaft Moosbürg) und in Weiden wurde 1920 mit dem Bau der Porzellan Fabrik Seltmann begonnen.
Am 1. Januar 1914 wurde Moosbürg nach Weiden eingemeindet. Gebietsteile kamen zu Rothenstadt.

### Gedenken an die jüdische Familie Kupfer (Glasfabrik)
- Oberpfalz Echo: Detag-Gründer und seine Familie fast ausgelöscht. oberpfalzecho.de, 2022, abgerufen am 11. Februar 2023.

### Einwohnerentwicklung

#### Einwohnerentwicklung 1877 bis 1914 Moosbürg (Landgemeinde)
| Jahr | Einwohnerzahl | Gebäude | Wohngebäude | Katholiken | Protestanten | Israeliten | Tierbestand | Pferde | Rinder | Schafe | Schweine | Ziegen |
| 1877 | 342           | 123     | 37          | 220        | 122          | 7          |             | 10     | 336    | 7      | 151      | 16     |

| Jahr | Gemeindeteile        | Einwohnerzahlen | Wohngebäude | Pferde | Rinder |
| ---- | -------------------- | --------------- | ----------- | ------ | ------ |
| 1877 | Ermersricht          | 39              | 23          | 1      | 68     |
|      | Leihstadtmühle:      | 9               | 7           | 2      | 19     |
|      | Ullersricht + Neubau | 157             | 39          |        | 134    |
|      | Moosbürg (Dorf)      | 137             | 59          | 7      | 115    |

| Jahr | Einwohnerzahl | Wohngebäude | Katholiken | Protestanten | Israeliten | Grundfläche | Tierbestand | Pferde | Rinder | Schafe | Schweine | Ziegen |
| 1888 | 385           | 43          | 246        | 139          |            | 631ha Flä3  |             | 8      | 336    | 4      | 143      | 16     |

| Jahr | Gemeindeteile        | Einwohnerzahlen | Wohngebäude |
| ---- | -------------------- | --------------- | ----------- |
| 1888 | Ermersricht          | 38              | 6           |
|      | Leihstadtmühle:      | 19              | 2           |
|      | Ullersricht + Neubau | 191             | 15          |
|      | Moosbürg (Dorf)      | 137             | 20          |

| Jahr | Einwohnerzahl | Wohngebäude | Katholiken | Protestanten | Israeliten |
| ---- | ------------- | ----------- | ---------- | ------------ | ---------- |
| 1914 | 889           | 48          | 743        | 132          |            |

| Jahr | Gemeindeteile        | Einwohnerzahlen | Wohngebäude |
| ---- | -------------------- | --------------- | ----------- |
| 1914 | Ermersricht          | 58              | 9           |
|      | Leihstadtmühle:      | 31              | 2           |
|      | Ullersricht + Neubau | 203             | 14          |
|      | Moosbürg (Dorf)      | 590             | 26          |

#### Einwohnerentwicklung 1914 bis 1987 Moosbürg (Dorf)
| Jahr | Einwohnerzahl | Wohngebäude | Wohnungen | Grundfläche        |
| ---- | ------------- | ----------- | --------- | ------------------ |
| 1928 | 59            | 10          |           | 2 Quadratkilometer |
| 1970 | 64            |             |           |                    |
| 1978 | 64            |             |           |                    |
| 1987 | 49            | 8           | 16        |                    |

## Sehenswürdigkeiten

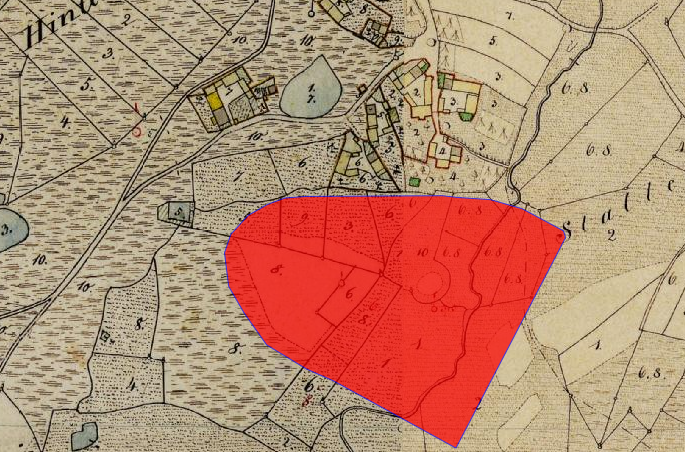
Burgstall Moosbürg

- Bodendenkmal Burgstall Moosbürg, heute Erinnern an den Burgstall und das Burggut die Flurnamen Burgflecken, Burgwiese, Stallungswiese (hinter dieser Flur verbirg sich der alte Burgstall) und die Herrentagwerkwiese.